# QUADRINITY 〜MEMBER'S BEST SELECTIONS〜
『QUADRINITY 〜MEMBER'S BEST SELECTIONS〜』(クァドリニティ メンバーズ ベスト セレクションズ) は、日本のロックバンド、L'Arc〜en〜Cielのベスト・アルバム。2010年3月10日発売。発売元はKi/oon Records。

## 解説
2003年に発表した『The Best of L'Arc〜en〜Ciel』シリーズ以来約7年ぶりとなるベストアルバム。
本作は、メンバー4人全員がコンポーザーを担っているL'Arc〜en〜Cielというバンドの特徴を活かしたベストアルバムとなっている。タイトルは"三位一体"を意味する「Trinity」と、メンバーの数を表す"4"を意味する「Quad」を組み合わせた造語となっており、＜四位一体＞を意図して付けられている。
本作の収録曲は、バンド名である「L'Arc〜en〜Ciel」がフランス語で「虹」を意味することから、虹の色数にちなみ、メンバー4人が自らの作曲作品の中から7曲が選曲されている。そして、選んだ楽曲はそれぞれ「hyde best」「tetsuya best」「ken best」「yukihiro best」としてCD1枚ずつに収録されており、本作には4枚合わせた計28曲が収めた。
また、本作の各ディスクに収録されたすべての楽曲において、メンバー4人それぞれが選定したマスタリング・エンジニアによるリマスタリングが施されている。「hyde best」収録曲のリマスタリングは、オアシスの『モーニング・グローリー』やXTCの『ノンサッチ』を手掛けたイアン・クーパーが担当。「tetsuya best」収録曲のリマスタリングは、ビヨンセやDJシャドウの作品の他、L'Arc〜en〜Cielの『REAL』なども手掛けたトム・コインが担当。「ken best」収録曲のリマスタリングは、U2やニルヴァーナの作品の他、L'Arc〜en〜Cielの『SMILE』『AWAKE』なども手掛けたハウィー・ウェインバーグが担当。「yukihiro best」収録曲のリマスタリングは、グリーン・デイやアリス・イン・チェインズ、ノラ・ジョーンズの作品の他、L'Arc〜en〜Cielの『ark』『ray』なども手掛けたテッド・ジェンセンが担当している。
なお、バンドのリーダーを務めるtetsuyaは、2006年〜2007年の頃から、L'Arc〜en〜Cielの特徴ともいえる"四者四様"の楽曲制作スタイルを活かしたベストアルバムを発表することを企画していたという。本作の制作経緯について、tetsuyaは「いまは、プレイリストを作れば簡単にベストを作れちゃう時代じゃないですか?　誰にでも。だから、〈リマスタリング〉して、〈ここでしか観られないDVD〉を初回生産限定盤で付けたら、喜んでもらえるんじゃないかなって。結果、こういう形になったんですけど。だから、構想4〜5年くらいかかってます」と述べている。また、kenは本作について「過去にも何枚かベストを出していますけど、それとはまた違った形になるので良いじゃないかなって。最近はシングル曲を集めたものをベストと呼んでリリースするケースがほとんどじゃないですか？　それはそれで良いんですけど、昔は"ベスト"という言葉の中にもっと自由度があったと思うんですよ。だからそういう空気も入ってくれれば良いかなとは思いました」と語っている。さらに、インタビュアーに「L'Arc〜en〜Cielにしか作れないベストだと思う」と問われた際、hydeは「そうだね。メンバー全員が曲を作るバンドは他にもいるかもしれないけど。ここまで長く続けてるバンドがないと思う。だから、それぞれメンバーが作った曲の中からチョイスしたベストアルバムを作るまで辿りつけないんだよね」、yukihiroは「僕は曲数が少ないんで、どうしようかなって思いましたけど（笑）」とそれぞれ語っている。余談だが、このアルバムを制作する最初の段階では、メンバー4人それぞれが作曲した新曲を各ディスクに1曲ずつ収録したうえで、4枚のディスクを単体作品としてそれぞれリリースするアイデアがあったという。ただ、各メンバーのスケジュールの都合により、新曲の収録は見送られることとなり、結果的に既発の楽曲を4枚のCDに収めた一つの作品として本作が発表される運びとなった。
本作のリリースプロモーションとして、2010年3月1日から同年3月10日にかけて、主要音楽ポータルサイトにおいて「ネットdeラルクイズ」という企画が実施された。この企画は、ナタリー、ORICON STYLE、goo音楽、BARKSなど、複数の音楽ニュースサイトを横断したコラボレーション企画となっており、各サイトにおいてL'Arc〜en〜Cielに関するクイズが1問ずつ出題されている。各サイトで出されたクイズに全問正解した者には、「ラルク博士認定壁紙」なるオリジナルデスクトップ背景が無料配布されている。なお、各サイトで出されたクイズは何度でもやり直すことが可能で、正解までにかかった回数に関わらず、全問正解できれば回答者全員にオリジナルデスクトップ背景がプレゼントされている。
本作のフィジカルは、初回生産限定盤（4CD+DVD）と通常盤（4CD）の2形態でリリースされている。初回生産限定盤には、メンバー4人が出演した本格バラエティークイズ番組『ザ・ラルクイズ』の模様を収録したDVDが付属している。この番組は、メンバーが回答者となり、L'Arc〜en〜Cielにまつわるクイズに挑むという内容で、数多くの広告やテレビCMのクリエイターを務めた箭内道彦の監修のもとで制作されたオリジナル番組となっている。また、初回生産限定盤は十字型デジパック&透明三方背BOX仕様、ピクチャーレーベル仕様となっており、前述のDVDの他、撮りおろしのアーティストフォト ポスター型ブックレット4枚も付属されている。ちなみに、ジャケットアートワークには、形状の異なる窓が4つ付いた一つの家が描かれており、「L'Arc〜en〜Cielの楽曲にメンバー4人の"四者四様"の音楽性が内包されている」ことを暗示したデザインとなっている。

## 収録曲

### <Disc 1> hyde best
| 「 | hydeは、選曲の基準について「影的な存在の曲に光を当てたいと思った」と本作発売当時のインタビューで語っている。また、hydeは「最近こそ、シングルのカップリングは、P'UNK〜EN〜CIELですけど。初期の頃は違ったじゃない。で、俺、初期の頃は、カップリング要員にされることが多かったんですよ（笑）。"I'm so happy"、"さようなら"然り。"Anemone"もそうなんですけど。なんかその、何かの影的な存在っていうか。でも、俺のなかでは結構良い曲だなと思ってて。その表題曲を喰っちゃうぐらいのパワーを持ってると思ってて。だから、そういう良い曲だなと思ってる曲だけど、影的な存在の曲に光を当てたいと思ったんですよね。そこに今回はターゲットを持ってきた。最近ファンになった人とか、そんなにL'Arc〜en〜Cielのことを知らない人がこのベスト・アルバムを聴いて、古い曲であったりとか、あまり知られてないかもしれないけど、良い曲なんだっていうのをフィーチャーしたかった」と述べている。- bounce INTERVIEW― hyde 〈hyde best〉（インタビュアー：森朋之） | 」 |

- Music all composed by hyde
- Mastered by Ian Cooper (Metropolis,LONDON)

1. I'm so happy
  - 作詞・作曲: hyde

4thシングル「風にきえないで」のカップリング曲。
2. HONEY
  - 作詞・作曲: hyde

10thシングルの表題曲。
3. flower
  - 作詞・作曲: hyde

5thシングルの表題曲。
4. さようなら
  - 作詞・作曲: hyde

5thシングル「flower」のカップリング曲。
5. Anemone
  - 作詞・作曲: hyde

ベストアルバム『Clicked Singles Best 13』収録曲。
6. いばらの涙
  - 作詞・作曲: hyde

7thアルバム『ray』収録曲。
7. In the Air
  - 作詞・作曲: hyde

2ndアルバム『Tierra』収録曲。ベストアルバム『The Best of L'Arc〜en〜Ciel 1994-1998』と同様に、アウトロが途中で切れずに最後までフェードアウトするかたちで収録。

### <Disc 2> tetsuya best
| 「 | tetsuyaは、選曲の内容について「7曲なんで、シングルを3曲。アルバム収録曲を4曲。そういうバランスにしようかなって。僕はライヴのメニューを考える感じで考えたかな。7曲でライヴをやるならこのセットリストでいこう、という感じに近い。30分じゃ収まらないけど、そのぐらいの短いイヴェントに出た時のメニューを考えるような感じで選びました」と本作発売当時のインタビューで語っている。また、本作に収録した「Blame」に関し、tetsuyaは「"Blame"は、最初から入れようって決めていた曲です。自分でもすごくこの曲好きだしベースがカッコ良い。今回、改めて思ったけど、すごくベースの音もいい。しかもベースの音がデカい（笑）。"Blame"はホント、ベースで出来てる曲なんでね。ずーっとコード進行が同じなんですよ。最初から最後まで。それなのに、あそこまで変化をつけられるって凄いでしょ？ホントに好きな曲だし。"Blame"は、必ず入れようと。そこは決めてました」と思い入れの強さを述べている。- bounce INTERVIEW― tetsuya 〈tetsuya best〉（インタビュアー：柴那典） | 」 |

- Music all composed by tetsuya
- Mastered by Tom Coyne (sterlingsound,NYC)

1. READY STEADY GO
  - 作詞: hyde / 作曲: tetsuya

22ndシングルの表題曲。9thアルバム『SMILE』に収録されたバージョン（冒頭に「Are you ready?」の掛け声が入っているアレンジ）と、シングルバージョン（アウトロの後にギャップ (無音部分) が数秒挿入された構成）が組み合わさった楽曲構成となっている。
この曲を選曲したtetsuya曰く、この曲と「STAY AWAY」のどちらを収録しようか迷ったという。ただ、2曲を比較した際、この曲のほうが1曲目に配置するのに相応しいと考えたため、この曲が収録されるに至った。
2. Blame
  - 作詞: hyde / 作曲: tetsuya

2ndアルバム『Tierra』収録曲。
この曲を選曲したtetsuya曰く、本作を制作する企画が始まった当初から、この曲を「絶対に収録すると決めていた」という。
3. Time goes on
  - 作詞・作曲: tetsuya

9thアルバム『SMILE』収録曲。
この曲を選曲したtetsuya曰く、収録曲を決める際、当初この曲の存在を忘れていたという。ただ、この曲を聴いた際に「メッチャいい曲じゃん！」と思い、本作に収録することにしたという。
4. DIVE TO BLUE
  - 作詞: hyde / 作曲: tetsuya

9thシングルの表題曲。
この曲を選曲したtetsuya曰く、この曲と「snow drop」のどちらを収録するか迷ったという。
5. 砂時計
  - 作詞・作曲: tetsuya

11thアルバム『KISS』収録曲。
6. Link -KISS Mix-
  - 作詞: hyde / 作曲: tetsuya

28thシングルの表題曲。11thアルバム『KISS』に収録されたアルバムバージョンで収録。
この曲を選曲したtetsuya曰く、この曲と「自由への招待」のどちらを収録するか迷ったという。
7. あなた
  - 作詞: hyde / 作曲: tetsuya

5thアルバム『HEART』収録曲。

### <Disc 3> ken best
| 「 | kenは、選曲の内容について「深くは考えてないんですけど、流れで決めていきました。1曲目がこれであったら、2曲目はこうあってほしい、その次はこういうやつが繋がってほしいって。違う曲を1曲目にしようって思い浮かんでいたら、まったく違った1枚になっていたと思うんですよ」と本作発売当時のインタビューで語っている。また、kenは「流れで選んでいるから、すっかり忘れてる曲もあると思います。作曲のやり方といっしょで、無理矢理、考えるという感じでは選んでないんです」と述べている。- bounce INTERVIEW― ken 〈ken best〉（インタビュアー：増田勇一） | 」 |

- Music all composed by ken
- Mastered by Howie Weinberg (Masterdisk,NYC)

1. 花葬
  - 作詞: hyde / 作曲: ken

11thシングルの表題曲。
2. ガラス玉
  - 作詞: hyde / 作曲: ken

3rdアルバム『heavenly』収録曲。原曲からイントロを短くし、アウトロにあった次曲との曲間のないミックス違いで収録。
3. MY HEART DRAWS A DREAM
  - 作詞: hyde / 作曲: ken

31stシングルの表題曲。
4. Coming Closer
  - 作詞: hyde / 作曲: ken

9thアルバム『SMILE』収録曲。
5. 真実と幻想と
  - 作詞: hyde / 作曲: ken

6thアルバム『ark』収録曲。原曲と異なり、アウトロがフェードアウトしないミックス違いで収録。
6. the silver shining
  - 作詞: hyde / 作曲: ken

7thアルバム『ray』収録曲。
7. 虹 (Album Version)
  - 作詞: hyde / 作曲: ken

7thシングルの表題曲。5thアルバム『HEART』に収録されているバージョンで収録。

### <Disc 4> yukihiro best
| 「 | yukihiroは、曲順について「曲を選んで、あとはabc順に並べていった」と本作発売当時のインタビューで語っている。なお、yukihiroの意向により、楽曲のタイトルに含まれたアルファベットは小文字表記で統一されている。この意図について、yukihiroは「小文字って、大きい字があったり、小さい字があったりするから、凸凹が出来て、デザインっぽいんですよ」と述べており、上下に凸凹ができる文字列のデザイン性をyukihiroが好んでいるため、このような表記となった経緯がある。- excuteMUSIC yukihiro interview さらに、yukihiroは、L'Arc〜en〜Cielで作曲作業をすることについて「〈曲作りは僕はいいです〉って、許されるならば言いたいところですけど、このバンドの一員である以上、そうはいかないですから。（作曲の際は）苦しみますよ。でもそれも含めて、楽しむってことでしょうね。最終的に、このバンドは必ずそこに行けるんだってことはわかってますからね」と述べている。- bounce INTERVIEW― yukihiro 〈yukihiro best〉（インタビュアー：土田真弓） | 」 |

- Music all composed by yukihiro
- Mastered by Ted Jensen (sterling sound, NYC)

1. a swell in the sun
  - 作詞: hyde / 作曲: yukihiro

13thシングル「snow drop」のカップリング曲。
2. cradle
  - 作詞: hyde / 作曲: yukihiro

6thアルバム『ark』収録曲。
3. drink it down
  - 作詞: hyde / 作曲: yukihiro

34thシングルの表題曲。アルバム初収録。
4. get out from the shell -asian version-
  - 作詞: hyde / 作曲: yukihiro

8thアルバム『REAL』収録曲。ベストアルバム『The Best of L'Arc〜en〜Ciel 1998-2000』と同様に、原曲にあったアウトロの高音コーラスの声を消したアレンジで収録。
5. new world
  - 作詞: yukihiro / 作曲: yukihiro, hyde

26thシングルの表題曲。
6. revelation
  - 作詞: hyde / 作曲: yukihiro

9thアルバム『SMILE』収録曲。
7. trick
  - 作詞・作曲: yukihiro

7thアルバム『ray』収録曲。

## 初回生産限定盤付属DVD
- 本格バラエティークイズ番組『ザ・ラルクイズ』

メンバー4人がL'Arc〜en〜Cielに関する様々なエピソードから出題される問題を回答していくクイズ番組形式の特別企画。
この企画では、俳優の大和田伸也と、フリーアナウンサーの中田有紀の2人が司会進行を務めている。